# Mario Moroni
Pour les articles homonymes, voir Moroni.
Mario Moroni est un réalisateur, assistant-réalisateur et scénariste de cinéma italien.

## Biographie
Moroni a commencé sa carrière au cinéma en tant que scénariste de deux films de Tanio Boccia dans le milieu napolitain en 1952 et l'année suivante. Il a également participé à tous les autres films de Boccia, parfois en tant qu'assistant réalisateur. En 1970, son seul travail pour un autre réalisateur est le scénario de Une nuit mouvementée, qu'il a écrit pour Mario Bava. En 1971 et 1974, il met en scène deux films, tous deux peu distribués et mal accueillis par la critique. Plus tard, il est responsable de deux feuilletons à la télévision.

## Filmographie

### Réalisateur
- 1971 : Mallory, M comme la mort (Il mio nome è Mallory... M come morte)
- 1974 : Ciak si muore
- 1978 : Il povero soldato – feuilleton
- 1980 : La donna in bianco – feuilleton de 4 épisodes

### Scénariste
- 1952 : Drame sur le Tibre (it) (Dramma sul Tevere) de Tanio Boccia
- 1953 : Anna perdonami (it) de Tanio Boccia
- 1959 : Arriva la banda (it) de Tanio Boccia
- 1960 : Le Conquérant de l'Orient (Il conquistatore d'Oriente) de Tanio Boccia
- 1964 : Le Brigand de la steppe (I predoni della steppa) de Tanio Boccia
- 1964 : Le Trésor des tsars (Maciste alla corte dello Zar) de Tanio Boccia
- 1964 : Le Vainqueur du désert (Il dominatore del deserto) de Tanio Boccia
- 1964 : Maciste et les Filles de la vallée (La valle dell'eco tonante) de Tanio Boccia
- 1965 : X 1-7 Top Secret (Agente X 1-7 operazione Oceano) de Tanio Boccia
- 1970 : La guerra sul fronte Est de Tanio Boccia
- 1971 : Seul contre les mercenaires (Sapevano solo uccidere) de Tanio Boccia
- 1972 : Une nuit mouvementée (Quante volte… quella notte) de Mario Bava